# Sykstus Estko
Sykstus Teodor Ludwik Estko herbu Estken (ur. 4 marca 1776 w Brześciu nad Bugiem, został śmiertelnie ranny 18 października 1813 w bitwie pod Lipskiem, zmarł 30 października lub 2 listopada) – polski dowódca wojskowy, generał brygady armii Księstwa Warszawskiego, generał armii francuskiej. Członek loży wolnomularskiej L'Union we Włoszech.

## Życiorys
Był synem Piotra Estko stolnika smoleńskiego, siostrzeńcem Tadeusza Kościuszki. Po śmierci ojca w 1787 wraz z braćmi Stanisławem i Tadeuszem został skierowany do służby wojskowej. Od 1791 roku jako elew w Korpusie Inżynieryjnym Koronnym w Warszawie. Walczył w powstaniu 1794 roku. Potem przedostał się do Francji i z pomocą wuja od 1797 roku służył w Legionach Polskich we Włoszech. Uczestnik wszystkich kampanii. Odznaczył się pod Cortoną, bronił Mantui. W bitwie nad rzeką Trebią dostał się do niewoli austriackiej. Po rozwiązaniu Legionów wszedł do służby włoskiej, później przeniósł się do francuskiej i walczył na różnych frontach. Jako dowódca 3 pułku Legii Polsko-Włoskiej wyróżnił się podczas interwencji w Hiszpanii, zwłaszcza w bojach pod Saragossą. W 1812 roku dowódca 4 pułku jazdy dozorował przeprawę przez Bug, zabezpieczając armię Napoleona przed atakiem rosyjskim z Ukrainy.
Generał z 1812 roku na stanowisku dowódcy Brygady Jazdy w kampanii saskiej. Ciężko ranny w udo strzaskane kulą armatnią 18 października  w bitwie pod Lipskiem zakończył życie w rosyjskim ambulansie.
Był odznaczony Krzyżem Kawalerskim Orderu Virtuti Militari (1810), Krzyżem Kawalerskim i Oficerskim Orderu Legii Honorowej (1809 i 1811) oraz Krzyżem Kawalerskim Orderu Korony Żelaznej (1806).